# Louis Camus
Pour les articles homonymes, voir Camus.
Louis Camus de Moulignon,, né le 16 mars 1760 à Châlons-en-Champagne et mort le 6 avril 1813 à Witebsk (Biélorussie), est un général français de la Révolution et de l’Empire. Il épouse Marguerite Gallot, décédée le 6 août 1838, inhumée au cimetière de l'ouest à Châlons-en-Champagne.

## États de service
Il est fils de laboureur et de son épouse Anne Pavaut de la paroisse Saint-Jean. Il s’engage comme grenadier dans le régiment d'Aunis le 28 octobre 1778, et il fait les campagnes de 1782 et 1783 sur les côtes de Brest, sous les ordres du général Langeron. Il devient caporal le 7 février 1783, sergent le 11 juillet suivant, fourrier le 7 juillet 1784, et sergent-major le 1er septembre 1786.
Le 1er janvier 1791, il passe sous-lieutenant quartier maitre et le 10 juillet 1792, il reçoit ses épaulettes de lieutenant au régiment d’Aunis, avec lequel, il fait les campagnes de 1792 et 1793, à l’armée des côtes. Le 29 octobre 1793, il reçoit son brevet de capitaine, et celui de chef de bataillon le 7 décembre 1793 au 8e bataillon de volontaires de la Manche.
Il est nommé chef de brigade le 10 mai 1794, et il est chargé de commander la 61e demi-brigade d’infanterie de ligne. Il fait sous les ordres des généraux Aubert-Dubayet et Hoche les guerres de l’an III et de l’an IV à l’armée de l’Ouest. Le 17 septembre 1796, il est placé en qualité de surnuméraire dans la 76e demi-brigade d’infanterie de ligne, puis en tant que titulaire dans la 20e demi-brigade de ligne le 4 mai 1799, et dans la 53e demi-brigade le 29 août 1799. 
De l’an IV à l’an IX, il effectue sa carrière aux armées d'Angleterre, du Rhin et d'Helvétie. Il est blessé d’un coup de feu dans la poitrine le 1er octobre 1799, au combat de Muttenthal. Il est promu chevalier de la Légion d’honneur le 11 décembre 1803, puis officier le 14 juin 1804.
Il devient général de brigade le 1er février 1805, et électeur du département de la Marne. Affecté à l’armée d'Italie, il rejoint l'armée de Naples en 1806, et il reçoit le commandement de Leucade (appelée Sainte-Maure à l'époque), dans les îles Ioniennes. Le 5 mars 1808, une division de vaisseaux anglais entre dans le port, et les troupes albanaises abandonnent les rangs français, ce qui oblige la garnison française à se retirer dans la forteresse. Attaqués dans leurs retranchements, ils se défendent avec une grande intrépidité, mais le feu meurtrier de l’ennemi et l’incendie d’un magasin de biscuit leur enlèvent bientôt tout moyen de résistance. 
Obligé de capituler, il est fait prisonnier, et il est libéré sur parole le 16 avril 1810. Débarqué à Ancône le 17 avril, il est convoqué à Paris par le ministre de la Guerre pour rendre compte de sa conduite. Accusé de s'être rendu avant d'avoir épuisé tous les moyens de résistance, il est innocenté après deux ans de procédure.
Il reprend du service le 15 mars 1812, comme commandant de la 3e brigade de la 12e division d’infanterie du 9e corps de la Grande Armée, et il participe à la campagne de Russie. Il est fait prisonnier le 28 novembre 1812, à Borissov pendant la bataille de la Bérézina, et il meurt en captivité à Witebsk le 6 avril 1813.

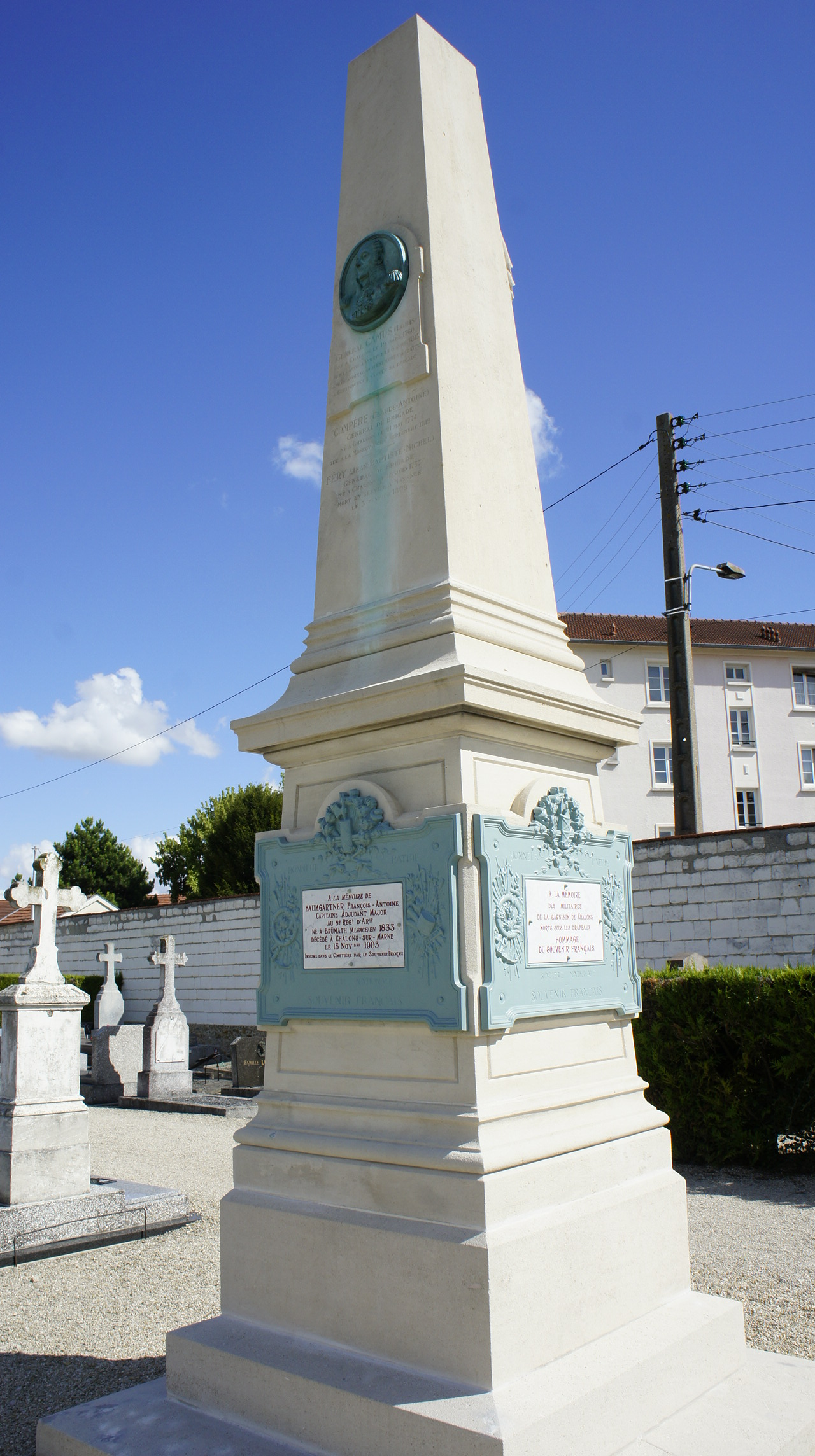
Son médaillon sur la colonne des châlonnais célèbres du cimetière de l'est.

## Sources
- (en) « Generals Who Served in the French Army during the Period 1789 - 1814: Eberle to Exelmans »
- Thierry Pouliquen, « Les généraux français et étrangers ayant servis [sic] dans la Grande Armée » (consulté le 19 août 2015)
- (pl) « Napoléon.org.pl »
- « Cote LH/416/85 », base Léonore, ministère français de la Culture
- A. Lievyns, Jean Maurice Verdot, Pierre Bégat, Fastes de la Légion-d'honneur, biographie de tous les décorés accompagnée de l'histoire législative et réglementaire de l'ordre, Tome 3, Bureau de l’administration, 1844, 529 p. (lire en ligne), p. 51.
- Léon Hennet, Etat militaire de France pour l’année 1793, Siège de la société, Paris, 1903, p. 80.